# Anatomie fonctionnelle
L’anatomie fonctionnelle est une spécialité médicale, branche de l’anatomie qui est basée sur l'étude des relations entre la morphologie et la fonction des parties élémentaires de l'organisme (tissus, organes, appareils et systèmes).